# Gore Vidal
Gore Vidal, vlastním jménem Eugene Luther Vidal jr., (3. října 1925 West Point, USA – 31. července 2012 Los Angeles, Kalifornie, USA) byl americký spisovatel, scenárista a politik. Psal také pod pseudonymy Edgar Box, Cameron Kay a Katherine Everard.

## Život
Narodil se v rodině leteckého instruktora na vojenské akademii ve West Pointu ve státě New York. V letech 1943-1946 sloužil v armádě, ale už v tomto raném údobí svého života napsal během svého vojenského pobytu v Tichomoří svůj první román Williwaw (1946) – strohý a zdařilý popis boje mužů s živly.
V románu The City and the Pillar (1948, Město a sloup) rozmnožuje počet mužských postav, jejich různých problémů, jejich hledání a bloudění. Senzaci vzbudil motiv homosexuality, jenž se přenáší i do dalšího románu The Season of Comfort (1949, Období pohody).
Jeho dědeček, populární slepý senátor za Oklahomu, snil o tom, že si jeho vnuk, kterého už jako desetiletého vodil do Kongresu, zvolí politickou kariéru, ten však dal nakonec přednost spisovatelské dráze. Politika ale stále byla předmětem jeho zájmu a dokonce se dvakrát ucházel o významné politické funkce – jednou o křeslo člena Sněmovny reprezentantů za New York, podruhé o senátorství v Kalifornii.
Vydal hodně přes dvacet románů a jeden povídkový soubor, napsal pět divadelních her a řadu filmových a televizních scénářů, byl výrazně činný publicisticky. Velmi otevřeně hovořil o homosexualitě i politice. Se svým životním partnerem Howardem Austenem se seznámil v roce 1950.